# Friedrich Kuhlbars
Friedrich Kuhlbars   (Uniküla, 17 d'agost de 1841 - Viljandi, 28 de gener de 1924) (pseudònim Villi Andi) va ser un poeta estonià.

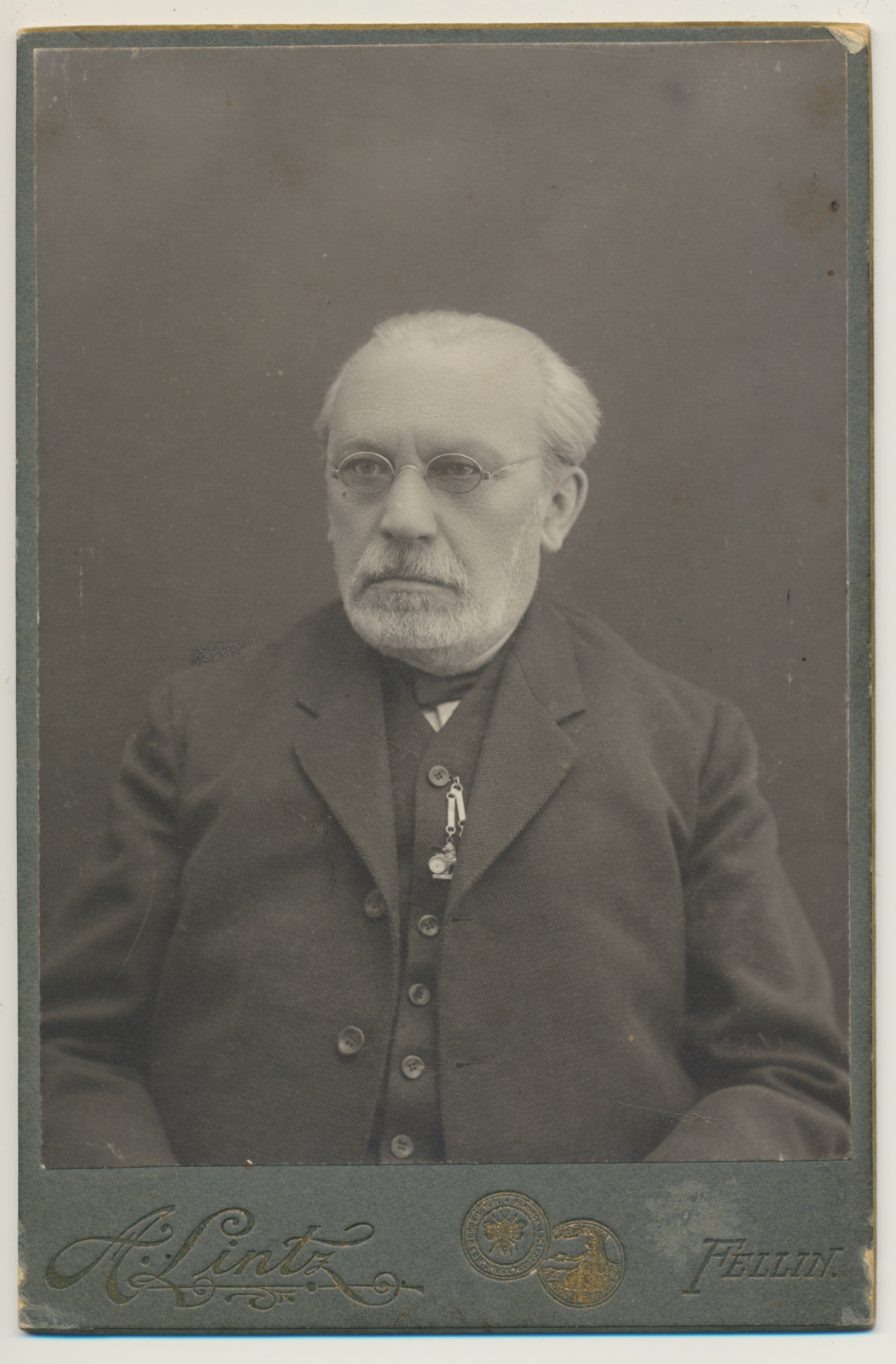
Kuhlbars el 1912

De 1859 a 1861, va estudiar al Col·legi Pedagògic Alemany de Tartu. De 1862 a 1895, va treballar a l'escola primària de llengua alemanya per a nois de Viljandi. Va començar allà com a professor i després va passar a ser-ne director.

## Obres seleccionades
- 1868: col·lecció de poesia Laulik koolis ja kodus ('Un llibre de cançons per a l'escola i la llar')

- 1871: col·lecció de poesia Vanemuine ehk neljakordne laululõng ('Vanemuine o fil de quatre capes')

- 1922–1924: col·lecció de poesia Luuletused ('Poemes')